# 480 Hansa
480 Hansa è un asteroide della fascia principale del diametro medio di circa 56,22 km. Scoperto nel 1901, presenta un'orbita caratterizzata da un semiasse maggiore pari a 2,6441492 UA e da un'eccentricità di 0,0465298, inclinata di 21,29307° rispetto all'eclittica.
Il suo nome è dedicato alla lega anseatica, un'alleanza di città commerciali nell'Europa settentrionale, attiva nel basso medioevo.